# Breve historia del planeta verde
Pour plus de détails, voir Fiche technique et Distribution.
Breve historia del planeta verde est un film argentin en coproduction avec l'Allemagne, le Brésil et l'Espagne, réalisé par Santiago Loza, sorti en 2019 au cinéma.

## Synopsis
Tania est une femme trans qui fait des spectacles en discothèque à Buenos Aires. À la mort de sa grand-mère, elle hérite de sa maison à la campagne. Elle y va avec ses amis Daniela et Pedro, et découvre le secret de sa grand-mère. Dans une lettre, cette dernière lui demande de prendre le corps d'un extraterrestre qu'elle a caché chez elle, et de le ramener au lieu précis de son apparition, dans la pampa.

## Distribution
- Romina Escobar : Tania
- Paula Grinszpan : Daniela
- Luis Soda : Pedro

## Récompenses
- Teddy Award 2019 du meilleur film de fiction[1]